# Éric Chauvier
Pour les articles homonymes, voir Chauvier.
Éric Chauvier (né en 1971 à Saint-Yrieix-la-Perche dans la région Limousin en France) est un anthropologue français.

## Biographie
Docteur en anthropologie, habilité à diriger les recherches, professeur à l'École nationale supérieure d’architecture de Versailles, directeur avec Bernard Traimond de la collection Des mondes ordinaires chez l'éditeur Le Bord de l'eau, Éric Chauvier contribue depuis plus de dix ans au renouvellement de l'anthropologie en élargissant les espaces qu'elle s'attribuait, les façons de l'écrire et le public à qui elle se destine. 
Ainsi, son ouvrage « Anthropologie » (2006), compte rendu d'une enquête comme tous ses livres, a souvent été lu comme une fiction. Il proposait ainsi de nouvelles formes d'écriture qui échappent à la monographie ou au traité. De plus, il a défini des instruments d'analyse fondés sur les anomalies, ruptures langagières de la communication, failles dans l'ordinaire. Enfin, ses enquêtes portent sur les aspects les plus banals de la vie quotidienne : relations familiales, rencontres, risque industriel… Dans les situations les plus habituelles, il porte son attention sur les anomalies, surgissement du réel dans la communication, dans le langage ordinaire, dans le conditionnement qu'établissent les mots. Son œuvre théorique et littéraire propose par ailleurs une « critique des ambiances ».
Cette définition de l'ordinaire, qui provient du philosophe américain Stanley Cavell, permet d'utiliser dans l'étude des paroles et des discours, la pragmatique du langage telle que l'ont conçue en leur temps Wittgenstein et Austin. Cette anthropologie pose donc le langage comme l'inéluctable médiation dans l'accès à la connaissance du réel.
Dans son ouvrage « Les mots sans les choses » (2014) il analyse l’influence négative de la place grandissante de mots issus de discours savants dans les conversations ordinaires. Il y décèle une perte de contact avec notre quotidien. 

## Œuvres
- Fiction familiale, approche anthropolinguistique de l'ordinaire d'une famille, Pessac, Presses Universitaires de Bordeaux, Études culturelles, 2003.
- Profession anthropologue, Bordeaux, William Blake and C°, 2004.
- Anthropologie, Paris, Allia, 2006.
- Si l'enfant ne réagit pas, Paris, Allia, 2008
- Que du bonheur, Paris, Allia, 2009[2].
- La crise commence où finit le langage, Paris, Allia, 2009[3].
- Contre Télérama, Paris, Allia, 2011.
- Anthropologie de l'ordinaire. Une conversion du regard, Toulouse, Anacharsis, 2011.
- Somaland, Allia, 2012.
- Les mots sans les choses, Allia, 2014.
- Les nouvelles métropoles du désir, Allia, 2016[4].
- La rocade bordelaise. Une exploration anthropologique, Le Bord de l'Eau, 2016[5].
- La petite ville, Editions Amsterdam, 2017 [6].
- Le revenant, Allia, 2018.
- Laura, Paris, Allia, 2020 (ISBN 979-10-304-2237-5)
- Plexiglas mon amour, Allia, 2021.
- Un lac inconnu, Allia, 2025.

## Réception critique
- L'anthropologie (2006) par Noël Jouenne Revue française d’anthropologie L'Homme
- Les mots sans les choses (2014) par Nicolas Rousseau Actu-philosophia